# Eurytela alinda
Eurytela alinda är en fjärilsart som beskrevs av Paul Mabille 1893. Eurytela alinda ingår i släktet Eurytela och familjen praktfjärilar. Inga underarter finns listade i Catalogue of Life.